# Mallada albofacialis
Mallada albofacialis là một loài côn trùng trong họ Chrysopidae thuộc bộ Neuroptera. Loài này được Winterton miêu tả năm 1995.